# Потаніна (присілок)
Пота́ніна (рос. Потанина) — присілок у складі Далматовського району Курганської області, Росія. Входить до складу Кривської сільської ради.
Населення — 120 осіб (2010, 197 у 2002).
Національний склад станом на 2002 рік: росіяни — 93 %.